# Goldelse (Rose)
Goldelse ist eine orange blühende Rosensorte, die zur Gruppe der Floribundarosen gehört. Sie wurde durch den Rosenzuchtbetrieb Tantau 1999 eingeführt.
Das Laub der Sorte Goldelse ist glänzend und dunkelgrün. Die kleinwüchsige, dicht buschig wachsende Rose wird etwa 50–60 cm hoch.
Die Blütezeit ist von Juni bis September. Die kupfergelben bis orangen Blüten der Goldelse duften fruchtig. Die Sorte ist winterhart und hitzeverträglich. Außerdem ist sie regenfest und gilt als pflegeleicht. Sie ist gut für die Beetbepflanzung geeignet, wird jedoch auch als Halb- oder Hochstammrose angeboten. 1997 wurde sie in Baden-Baden mit der Goldmedaille ausgezeichnet.